# Selkäsaari (ö i Norra Karelen, Mellersta Karelen, lat 62,00, long 29,64)
Selkäsaari är en ö i Finland. Den ligger i sjön Puruvesi och i kommunen Kides i den ekonomiska regionen  Mellersta Karelens ekonomiska region  och landskapet Norra Karelen, i den sydöstra delen av landet, 300 km nordost om huvudstaden Helsingfors. Öns area är 22,5 hektar och dess största längd är 0,8 kilometer i sydöst-nordvästlig riktning.